# Antonina Rjevskaïa
 (août 2019).
Si vous disposez d'ouvrages ou d'articles de référence ou si vous connaissez des sites web de qualité traitant du thème abordé ici, merci de compléter l'article en donnant les références utiles à sa vérifiabilité et en les liant à la section « Notes et références ».
Antonina Leonardovna Rjevskaïa (en russe : Ржевская, Антонина Леонардовна) née le 12 février 1861 (24 février dans le calendrier grégorien) dans le village de Chalepniki , Gouvernement de Tver, dans l'Empire russe et morte le 15 juillet 1934 (28 juillet dans le calendrier grégorien) à Taroussa dans la République socialiste fédérative soviétique de Russie est une peintre russe.

## Biographie
Ses parents, Alexandra Nikolaïevna Popova et Leonard Nikolaïevitch Popov, étaient des propriétaires terriens, des nobles, que l'abolition du servage avaient appauvris. En 1875, son père meurt. Ne pouvant entretenir la propriété et apurer les dettes, la mère vend la propriété aux enchères et part avec ses trois enfants s'installer à Tver où Antonina rentre au collège de filles Mariinsky.
À partir de 1880, Antonina Rjevskaïa s'installe à Moscou où elle continue à étudier au collège no 5 avec ses fidèles amies Alexandra et Klavdia Panafidine. Pendant un certain temps elle travaille comme correctrice typographique pour subvenir aux besoins de la famille. Cela ne l'empêche pas d'étudier en tant qu'auditeur libre à l'École de peinture, de sculpture et d'architecture de Moscou. À cette époque il n'était pas possible pour les femmes d'assister aux cours autrement et en conséquence, n'étant pas étudiantes à part entière, elles ne recevaient aucun diplôme, aucune médaille, ni aucun titre. Antonina Rjevskaïa s'y trouve avec, entre autres, Abram Arkhipov, Nikolaï Kassatkine, Isaac Levitan, Mikhaïl Nesterov, Konstantine Korovine sous la direction de Pavel Dessiatov (ru), Vassili Perov, Vassili Polenov, Illarion Prianichnikov, d'Evgraf Sorokine et surtout de Vladimir Makovski. En même temps elle suit des cours particuliers chez le peintre Nikolaï Martynov. Enfin grâce à Makovski sa situation matérielle s'améliore : son professeur lui trouve des élèves à qui elle peut donner des cours particuliers de dessin et de peinture dans son atelier.
À sa sortie de l'École de peinture, de sculpture et d'architecture de Moscou elle a des contacts avec Kirill Lemokh, Grigori Miassoïedov, Ilia Repine ce qui a peut-être eu comme conséquence d'être admise comme membre des Ambulants en 1899.
En 1886, elle épouse un représentant d'une ancienne famille, Nikolaï Fedorovitch Rjevski qui enseigne dans un collège privé pour femmes et plus tard devient membre de la section moscovite de la Société technique russe (ru). Suivent la naissance de ses deux filles : Elena en 1887 et Antonina en 1890. Ces changements dans sa vie l'éloignent mais pas totalement de la pratique de la peinture pendant plusieurs années.
Elle se met à exposer à partir de 1892 et en 1893, peint le tableau Orphelins, illustration d'un événement dramatique de sa vie. Se servant des membres de sa famille elle représente sa mère qui vient d'apprendre la mort de son mari : anéantie, éperdue elle s'est abandonnée sur le sofa tandis qu'une de ses sœurs ne réalisant pas joue à la poupée devant l'aînée désemparée qui interroge sa maman du regard. La même année ce tableau rejoint la collection du collectionneur Kozma Soldatenkov qui, selon ses dernières volontés, à sa mort en 1901, est attribué au Musée Roumiantsev. Elle est aussi dans les années 1890 membre de la Société des amateurs d'art de Moscou (ru) avec laquelle elle expose et obtient un bon accueil public à leur 4e exposition.
À partir de 1897 elle participe à des expositions des Ambulants dont elle deviendra membre deux ans après. Cette association en trente ans d'existence environ ne comptera avec elle qu'un autre membre féminin Emilia Chanks et en soixante ans d'expositions seulement deux autres femmes sont admises à exposer : Iekaterina Ioungue et Iekaterina Petrokokino. D'ailleurs en raison des préjugés de genre Antonina Rjevskaïa hésitait à signer ses œuvres et se protégeait en écrivant son nom sans son prénom. Malgré cet anonymat partiel, elle obtient un beau succès en 1897 à sa première exposition avec les ambulants, la 25e pour le tableau Moment d'amusement déjà acheté par Pavel Tretiakov. L'année suivante elle expose Puisse ma prière être exaucée à la 26e exposition des Ambulants; depuis le tableau a disparu.
En 1902, 1910 selon une autre source, son mari qui admirait son travail malgré le mépris que sa mère avait pour l'activité de sa bru fait construire une maison de quatre étages au 16 de l'impasse Souchtchioskaïa à Moscou. Au dernier niveau il fait installer son atelier avec un toit en verre. On peut s'en faire une petite idée grâce à la peinture de Nadejda Bom-Grigorieva (ru). De nombreux artistes se rencontrent dans cette maison autour d'un thé et il s'y tient des conversations intéressantes. Après la révolution l'immeuble est confisqué, l'atelier supprimé et on ajoute deux étages au bâtiment où sont installés des bureaux. Le travail de démolition de cet immeuble débute le 4 avril 2015.
Autre succès en 1903 avec Musique très apprécié par le critique d'art Nikolaï Ilitch Romanov (ru). Ce tableau est acquis par un collectionneur marchand de bois et de fourrures, Ivan Svechnikov (ru). Cette œuvre sera ensuite exposée au Musée Roumiantsev avant de se trouver dans son emplacement actuel.
En 1913, en désaccord avec le programme des Ambulants elle écrit une lettre au président, Nikolaï Doubovskoï, pour expliquer pourquoi elle les quitte. L'artiste passe les étés à Taroussa, chez son gendre, le peintre et sculpteur animalier Vassili Vataguine (ru) dans la maison qu'il a commencé à construire après son retour d'un voyage aux Indes. Celui-ci est marié avec sa fille cadette, Antonina Nikolaïevna, avec laquelle il a deux filles : Irina et Natalia Vassilievna Vataguina. Cependant elle revient à Moscou passer l'hiver où dans sa maison on est mieux protégé du froid.
Pour l'anecdote, Antonina disparaît prématurément, en 1935, à 45 ans et Elena sa sœur perd son mari la même année; alors Vassili Vataguine devenu veuf, épouse Elena, mais Antonina Leonardovna Rjevskaïa ne l'a jamais su ayant disparu l'année précédente.
Entre 1912 et 1922, elle est membre et exposante de la société « Art Libre », entre 1924 et 1930 membre et exposante de la « Société des artistes Ilia Repine » et entre 1927 et 1932 membre et exposante de l' « Association des artistes réalistes ».
En 1920, elle travaille dans le sanatorium de Zakharino (ru), village de Kourkino, aux côtés de Nikolaï Kassatkine qui a organisé des cours d'éducation artistique pour des enfants atteints de tuberculose osseuse. De plus elle y réalise une peinture murale intitulée Enfants, les fleurs de la vie.
De 1931 à 1933, elle écrit ses mémoires À mes petites-filles dédiées à Lioudmila Polster, Irina et Natalia Vataguine.
Désormais elle repose au cimetière de Taroussa avec à ses côtés sa fille Antonina, morte en 1935, et son mari Vassili Vataguine, mort en 1869, sa fille Elena, morte en 1981, et son mari Adolf Polster, mort en 1935, ses petites filles Lioudmila Adolfovna Polster, morte en 2004, et Irina Vassilievna Vataguine, morte en 2007.

## Œuvres
- 1885 : Époque difficile, son premier tableau
- 1887 : Portrait d'Alexandre Boutlerov. Huile sur toile. 90,8 x 71,3 cm. Musée de l'Ermitage à Saint-Pétersbourg
- Fin des années 1880 : Le Soir. Huile sur toile. 22,7 × 31,2 cm. Collection de N. Vataguine
- Années 1890 : Portrait de Nikolaï Martynov. Fusain et craie. 38,2 × 26,2 cm. Collection de N. Vataguine
- Années 1890 : Portrait d'un inconnu. Crayon et aquarelle sur papier. 28 × 19,3 cm. Collection de N. Vataguine
- Années 1890 : Portrait d'une jeune fille avec un chapeau. Dessin à la plume. Encre sur papier. 28 × 20 cm. Collection de N. Vataguine
- Années 1990 : Pensée.... Crayon sur papier. 16,2 × 11,6 cm. Collection de N. Vataguine
- 1893 : Orphelins. Huile sur toile. 55,5 × 62,2 cm. Musée des Beaux-Arts M. P. Krochitski à Sébastopol (ru)
- 1897 : Moment d'amusement. Huile sur toile. 83 × 64,1 cm. Galerie Tretiakov à Moscou.
- 1898 : Que ma prière soit exaucée. Huile sur toile.
- 1899 : Crépuscule
- 1901 : Automne. Bibliothèque d'État de Russie à Moscou.
- 1901 : Illustrations pour l'histoire «Compagnon de voyage» de Nina Annenkova-Bernar (ru). Bibliothèque d'État de Russie à Moscou.
- 1903 : Musique. Musée des Beaux-Arts à Nijni Taguil (ru).
- 1905 : Jeu d'échecs. Musée des Beaux-Arts à Nijni Taguil.
- 1911 : Autoportrait. Pastel sur papier. 54 × 34 mm. Collection E. Faïnchmidt.
- Début des années 1930 : Portrait de Lioubova Vitoldovna Bialynitski-Biroulia. Huile sur toile. 80 × 60 cm. Collection privée.
- Avant 1934 : Fille à la fenêtre. Huile sur toile. 75 × 58 cm. Galerie d'Art à Taroussa.
- On peut voir aussi sur Internet le Portrait de Nikolaï Fedorovitch Rjevski son mari.
- Les sites fournissent quelques autres titres d'une œuvre qui a été dispersée et dont il est difficile de dresser l'inventaire : Maison de Taroussa dans la galerie d'Art à Taroussa, une aquarelle Grand-père et petite fille, les portraits d'Elena Lechkovskaïa, (ru), de Nadejda Aleksandrovna Smirnova, et d'Evdokia Tourtchaninova du Théâtre Maly.

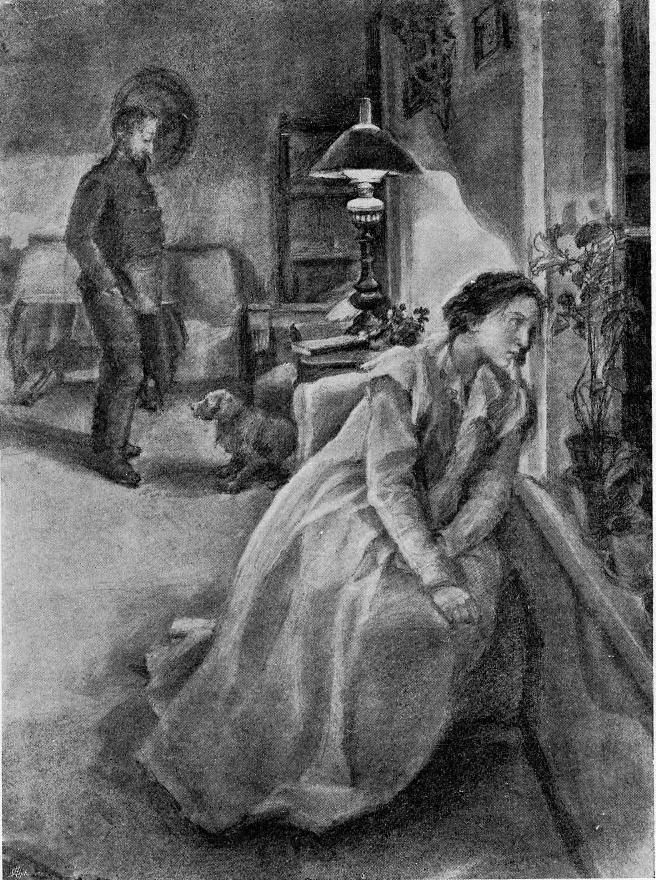
Antonina Rjevskaïa. Illustration pour l'histoire « Compagnon de voyage ».
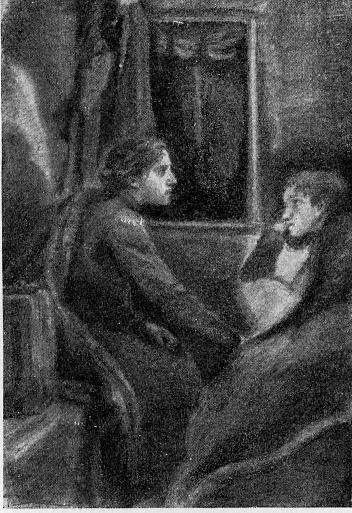
Antonina Rjevskaïa. Illustration pour l'histoire « Compagnon de voyage
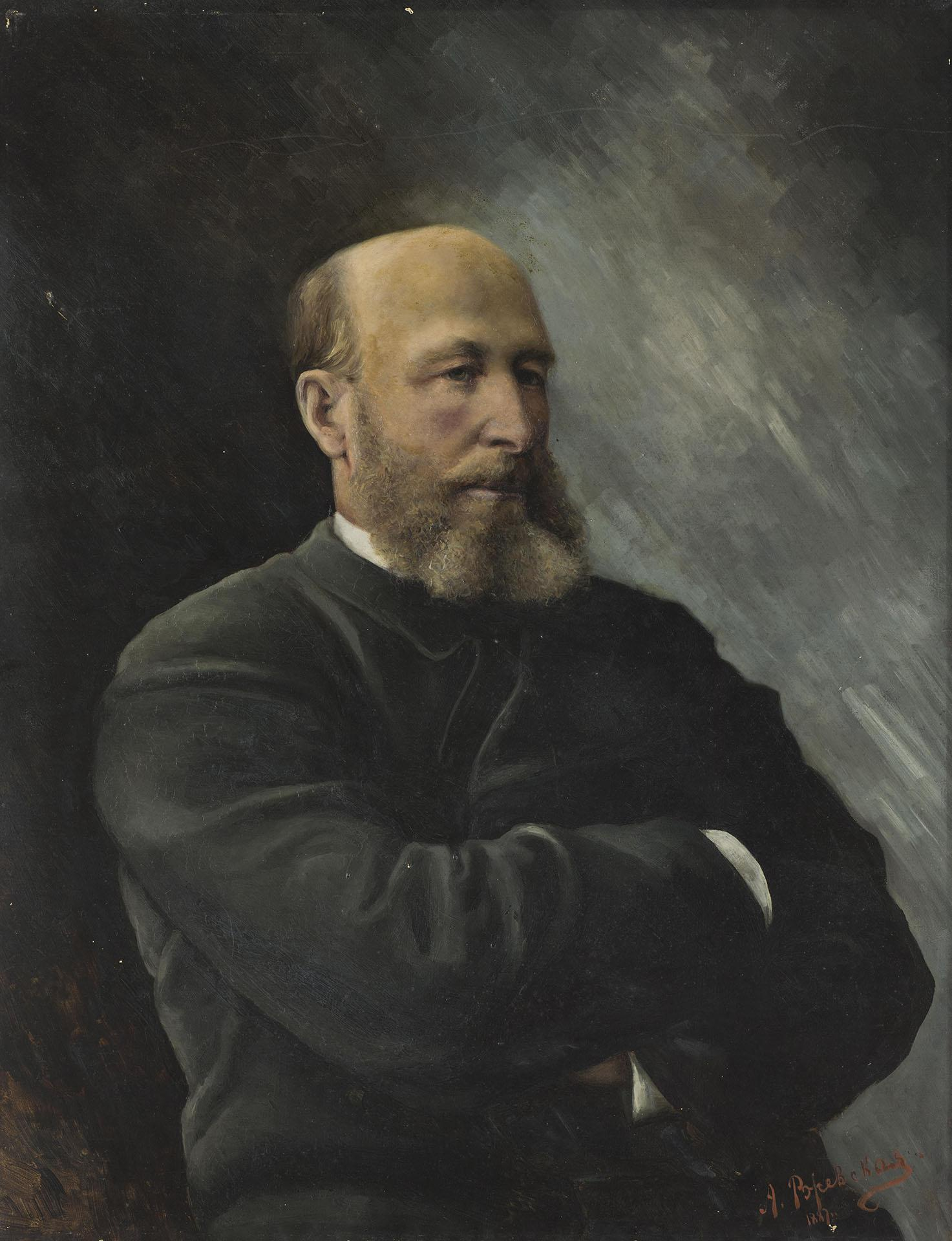
Antonina Rjevskaïa. Portrait d'Alexandre Boutlerov
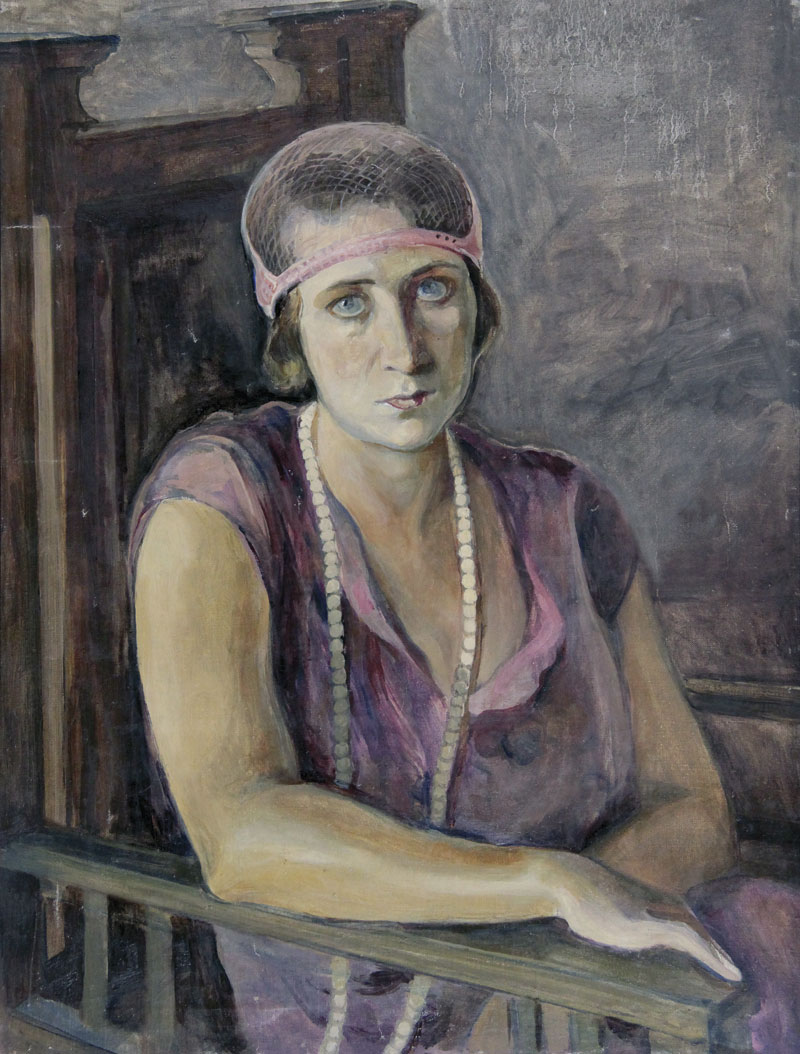
Antonina Rjevskaïa. Portrait de Lioubova Vitoldovna Bialynitski-Biroulia.
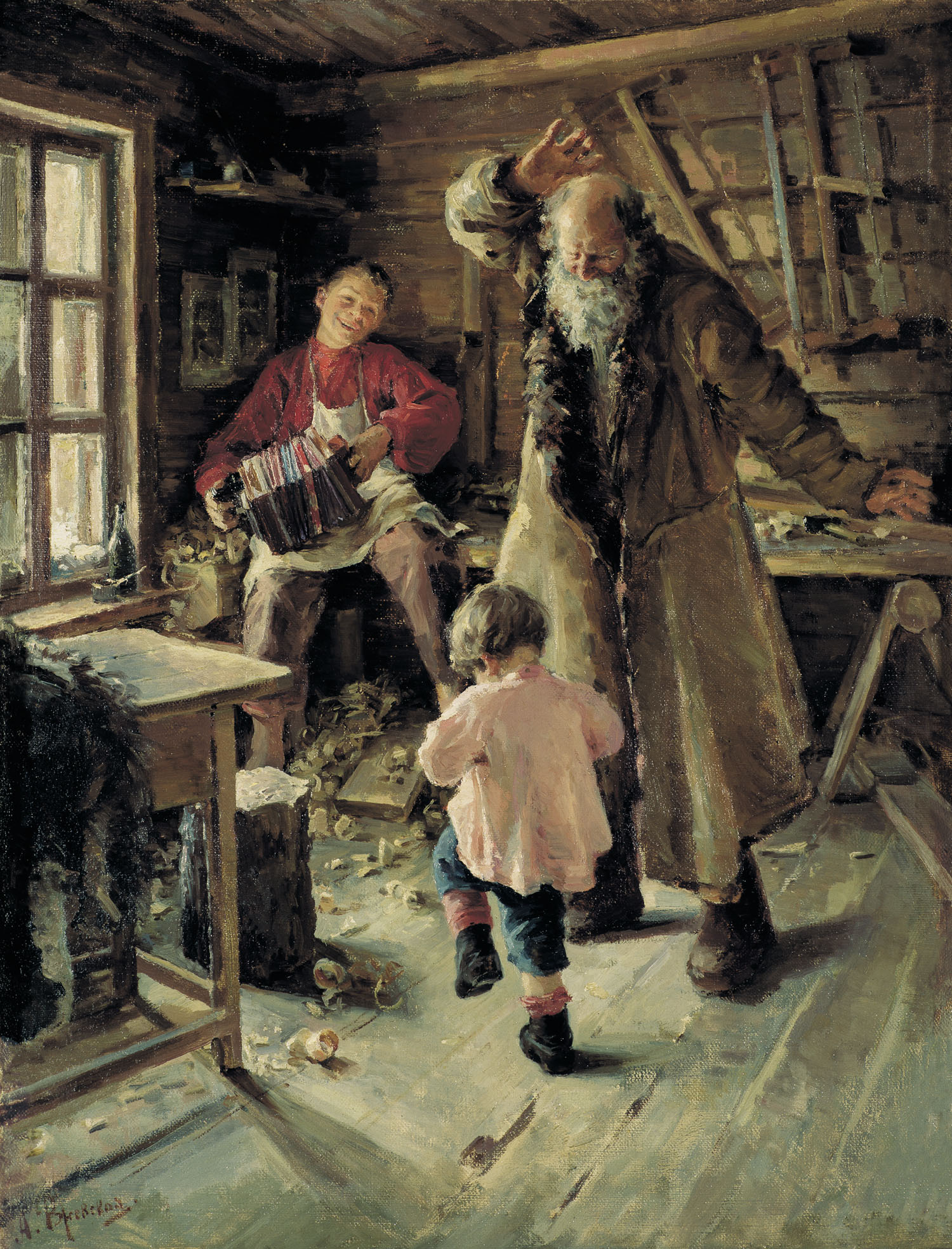
Antonina Rjevskaïa. Moment d'amusement.
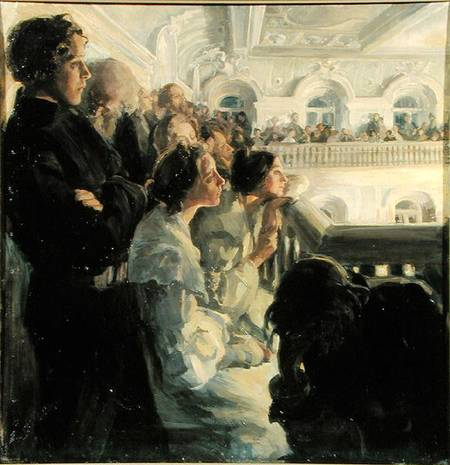
Antonina Rjevskaïa. Musique.
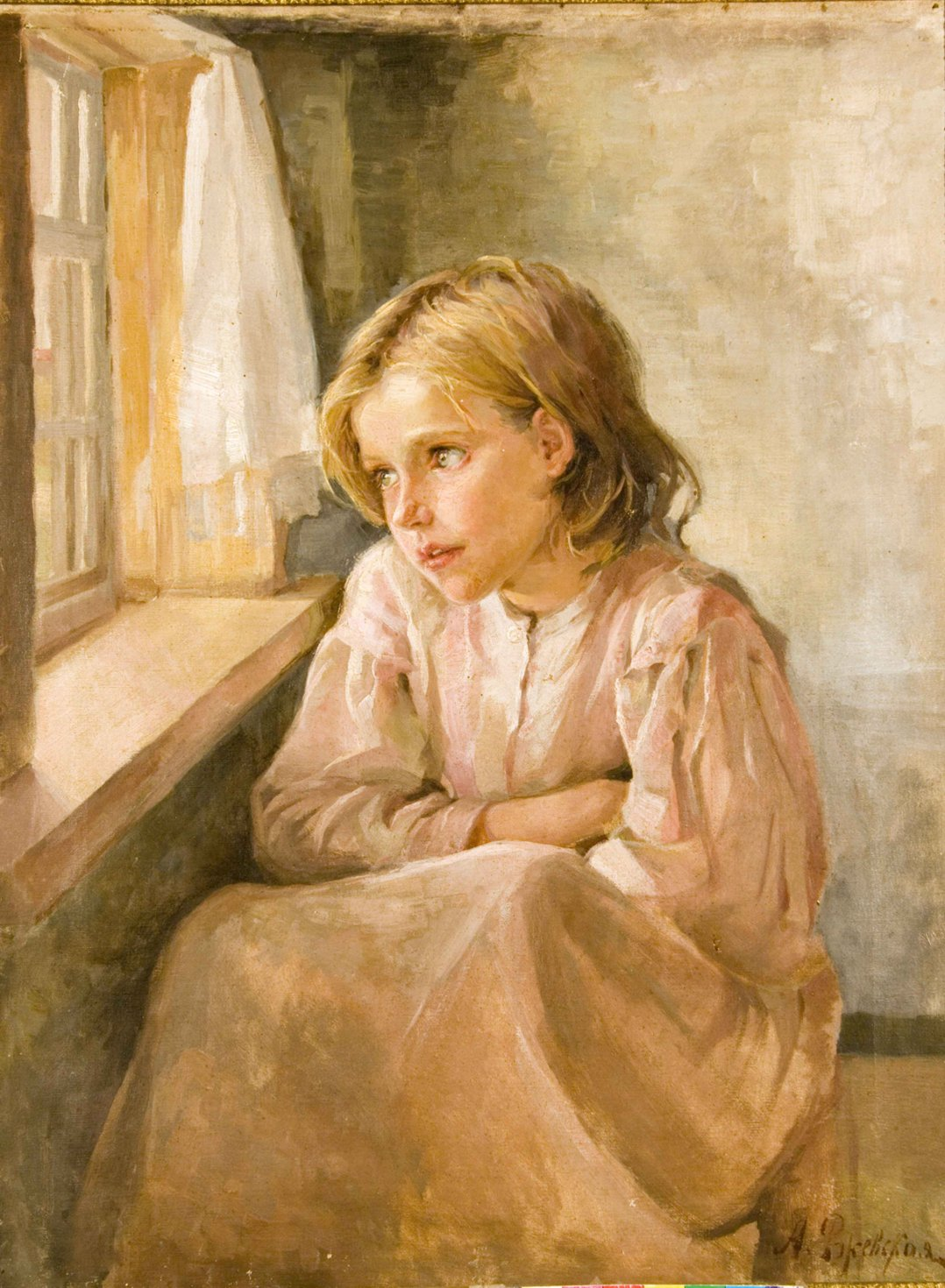
Antonina Rjevskaïa. Fille à la fenêtre.

## Expositions
Avec les Ambulants .
- À Saint-Pétersbourg pour l'ouverture de la société pour la promotion des arts, sauf pour la 31e
- 1897 : 25e exposition, du 2 mars au 6 avril.
- I898 : 26e exposition du 22 février au 29 mars
- 1899 : 27e exposition du 17 mars au 11 avril
- 1900 : 28e exposition du 27 février au 2 avril
- 1901 : 29e exposition du 18 février au 25 mars
- 1903 : 31e exposition pour l'ouverture de l'Académie des sciences de Saint-Pétersbourg du 16 février au 30 mars
- 1904 : 32e exposition du 15 février au 21 mars
- 1908 : 36e exposition du 22 février au 22 avril
- 1912 : {{40e]}} : exposition du 10 février au 1er avril
- 1913 : 41e exposition du 24 février au 7 avril

À Moscou pour l'ouverture de l'École de peinture, de sculpture et d'architecture de Moscou sauf pour les 36e, 40e et 41e
- 1897 : 25e exposition du 14 avril au 11 mai
- 1898 : 26e exposition du 6 avril au 10 mai
- 1899 : 27e exposition du 19 avril au 9 mai
- 1900 : 28e exposition du 10 avril au 14 mai
- 1901 : 29e exposition du 2 avril au 14 mai
- 1903 : 31e exposition du 7 avril à la fin du mois de mai
- 1904 : 32e exposition du 29 mars au 9 mai
- 1907-1908 : 36e exposition pour l'ouverture du Musée historique d'État de Moscou du 28 décembre 1907 au 10 février 1908
- 1911-1912 : 40e exposition pour l'ouverture du Musée historique d'État de Moscou du 26 décembre 1911 au 29 janvier 1912
- 1912-1913 : 41e exposition pour l'ouverture du Musée historique d'État de Moscou du 28 décembre 1912 au 20 janvier 1913

## Remarque
(1) Dans de nombreux sites on peut lire qu'elle est née à Rjev. Ce n'est qu'en mai 1922 que le Comté de Zoubtsovski a fait partie du district de Rjev (ru).